# Colorado Avalanche
A Colorado Avalanche Colorado állam Denver városának profi jégkorongcsapata. A csapat a National Hockey League nyugati főcsoportjában játszik a központi divízióban. A Colorado három alkalommal, -1996-ban, 2001-ben és 2022-ben- nyert, Stanley-kupát. A klub hazai mérkőzéseit 1999-ig, a McNichols Sports Arénában, majd később egy új létesítményben, a Pepsi Centerben bonyolították le. A komplexum, 2020-ban nevet váltott, jelenleg, -a névadó/támogató szponzor után-, Ball Arena néven szerepel, az otthonuk.

## Klubrekordok
Pályafutási rekordok (csak az Avalanche-csel)
- Legtöbb szezon a csapatnál: 19, Joe Sakic
- Legtöbb mérkőzés: 1378, Joe Sakic
- Legtöbb gól: 625, Joe Sakic
- Legtöbb gólpassz: 1016, Joe Sakic
- Legtöbb pont: 1641, Joe Sakic
- Legtöbb kiállitásperc: 1562, Dale Hunter
- Legtöbb zsinorban játszott mérkőzés: 312, Dale Hunter

Szezonrekordok
- Legtöbb gól: 55, Mikko Rantanen (2022–2023)
- Legtöbb gólpassz: 89, Nathan MacKinnon (2023–2024)
- Legtöbb pont: 140, Nathan MacKinnon (2023–2024)
- Legtöbb pont (hátvéd): 92, Cale Makar, (2024–2025)
- Legtöbb gól (hátvéd): 30, Cale Makar, (2024–2025)
- Legtöbb pont (újonc): 78, Paul Stastny, (2006–2007)
- Legtöbb kiállitásperc: 250, Chris Simon (1995–1996)

Kapusrekordok - pályafutás
- Legtöbb shutout: 37, Patrick Roy

Kapusrekordok - szezon
- Legtöbb shutout: 9, Patrick Roy (2001–2002)
- Legtöbb győzelem: 40, Patrick Roy (2001–2002) 40, Alexandar Georgiev (2022-2023)

## Visszavonultatott mezszámok
- 19 Joe Sakic (2009. október 1.)[1]
- 21 Peter Forsberg (2011. október 8.)
- 23 Milan Hejduk (2018. január 6.)[2]
- 33 Patrick Roy (2003. október 28.)
- 52 Adam Foote (2013. november 2.)[3]
- 77 Ray Bourque (2001. november 24.)

## Jelenlegi keret
2020. december 6.

### Csatárok
- 41  Pierre-Édouard Bellemare
- 95  André Burakovsky
- 11  Matt Calvert
- 37  J.T. Compher
- 72  Joonas Donskoi
- 92  Gabriel Landeskog (Kapitány)
- 17  Tyson Jost
- 91  Nazem Kadri
- 13  Valerij Nyicsuskin
- 29  Nathan MacKinnon (Alternatív Kapitány)
- 96  Mikko Rantanen
- Brandon Saad

### Hátvédek
- 45  Bowen Byram
- 8  Cale Makar
- 27  Ryan Graves
- 6  Erik Johnson (Alternatív Kapitány)
- 28  Ian Cole
- 49  Samuel Girard
- Devon Toews

### Kapusok
- 39  Pavel Francouz
- 31  Philipp Grubauer